# Letnie Igrzyska Olimpijskie 2024
XXXIII Letnie Igrzyska Olimpijskie (oficjalnie Igrzyska XXXIII Olimpiady) – letnie igrzyska olimpijskie, które odbyły się w Paryżu w 2024 roku. Gospodarz igrzysk został ogłoszony 13 września 2017 roku podczas 131. Sesji MKOl w Limie. Paryż był już dwukrotnie gospodarzem letnich igrzysk, w latach 1900 i 1924.
W procesie projektowania i tworzenia medali uczestniczył słynny dom jubilerski LVMH Chaumet oraz sami zawodnicy (np. biathlonista Martin Fourcade). Każdy z krążków ma 8,5 cm średnicy i niemal centymetr grubości. W zależności od kruszcu waga waha się między 455 gramów (brązowy medal), poprzez 525 g (srebro) aż w końcu 529 gramów (złoty medal). Wyprodukowanych zostało 5084 egzemplarze. Od początku chciano podkreślić i zamieścić na krążkach symbolikę, która nieodzownie związana byłaby z miastem-gospodarzem. Wybór padł na wieżę Eiffla. Każdy medal olimpijski i paraolimpijski został udekorowany 18-gramowym kawałkiem żelaza z Wieży Eiffla. Częścią krążków stały się zakonserwowane kawałki metalu, które pozostały po licznych renowacjach budowli.

## Hasło
Igrzyska szeroko otwarte (ang. Games wide open; fr. Ouvrons grand les jeux).

## Wybór gospodarza

### Miasta aplikujące
- Paryż

W czerwcu 2015 roku stolica Francji oficjalnie ogłosiła rozpoczęcie starań o organizację Letnich Igrzysk Olimpijskich w 2024 roku. Była to pierwsza próba Paryża o igrzyska olimpijskie od czasu aplikacji o organizację tych zawodów w 2012 roku, przegranych z Londynem. 31 lipca 2017 roku, za porozumieniem z kandydaturą Los Angeles, Paryż został jedynym kandydatem do organizacji Letnich Igrzysk Olimpijskich w 2024 roku.

### Aplikacje anulowane
- Los Angeles

Największe miasto stanu Kalifornia organizowało już Letnie Igrzyska Olimpijskie w 1932 i 1984 roku. Po raz pierwszy informacja o staraniach Los Angeles o organizację tego wydarzenia w 2024 roku ogłoszono w kwietniu 2014 roku. W lipcu 2015 roku, po rezygnacji Bostonu, miasto zostało oficjalnym kandydatem Stanów Zjednoczonych do organizacji igrzysk. 31 lipca 2017 roku, za porozumieniem z kandydaturą Paryża, Los Angeles zrezygnowało z ubiegania się o termin 2024 roku w zamian za organizację Letnich Igrzysk Olimpijskich w 2028 roku.
- Budapeszt

Stolica Węgier została nominowana przez Węgierski Komitet Olimpijski jako kandydat do organizacji igrzysk w 2024 roku w czerwcu 2015 roku. W wyniku nasilającego się niezadowolenia mieszkańców miasta, Budapeszt wycofał swoją kandydaturę 22 lutego 2017 roku.
- Hamburg

Po raz ostatni Niemcy gościły Letnie Igrzyska Olimpijskie w 1972 roku w Monachium. Kandydatura została oficjalnie ogłoszona w marcu 2015 roku, ale z powodu negatywnego wyniku referendum, została wycofana 29 listopada 2015 roku.
- Rzym

Stolica Włoch organizowała wcześniej Letnie Igrzyska Olimpijskie w 1960 roku. Rzymska kandydatura została oficjalnie ogłoszona w grudniu 2014 roku. Ostatecznie włoska oferta została wycofana 17 października 2016 roku.

### Wybór organizatora
Decyzja o wyborze Paryża jako miasta organizującego igrzyska olimpijskie w 2024 roku została ogłoszona 13 września 2017 roku na 131. Sesji Międzynarodowego Komitetu Olimpijskiego w Limie. Stolica Francji była jedynym kandydatem do organizacji tych zawodów. Był to wynik porozumienia z kandydaturą Los Angeles, które w zamian za rezygnację z ubiegania się o termin w 2024 roku zostało tego samego dnia organizatorem igrzysk olimpijskich w 2028 roku.

## Przebieg igrzysk

### Ceremonia otwarcia
Ceremonia otwarcia odbyła się 26 lipca 2024 o godzinie 19:30 CEST. Była to pierwsza w historii ceremonia otwarcia, która odbyła się poza stadionem, ponieważ organizatorzy jako jej miejsce wybrali Sekwanę i tereny wokół niej. Pierwotnie w wydarzeniu miało wziąć udział 600 000 osób, jednak ze względów bezpieczeństwa w styczniu 2024 zmniejszono maksymalny limit osób, które będą uczestniczyć w ceremonii do 300 000. Parada zawodników, którzy pływali po Sekwanie na 94 łodziach, odbyła się na sześciokilometrowym odcinku, od Pont d’Austerlitz, wokół Wyspy Świętego Ludwika i Île de la Cité do Pont d’Iéna. Finał ceremonii miał miejsce w Jardins du Trocadéro.
W kwietniu 2024 Prezydent Francji Emmanuel Macron poinformował, że jeśli zagrożenie dla bezpieczeństwa zostanie uznane za zbyt wysokie, ceremonia otwarcia może zostać przeniesiona na Stade de France.
Bilety na ceremonię otwarcia podzielone zostały na dwie kategorie – płatne w dolnym nabrzeżu (104 tysiące biletów) oraz bezpłatne w górnym nabrzeżu (222 tysiące biletów). Cena biletów wynosiła od 90 do 2700 euro. Bezpłatne wejściówki zostały przeznaczone dla mieszkańców miast, w których odbywają się konkurencje olimpijskie oraz dla innych osób wybranych przez organizatorów.
Dyrektorem artystycznym ceremonii otwarcia i zamknięcia jest Thomas Jolly, dyrektorem muzycznym Victor Le Masne (związany wcześniej z grupą Housse de Racket), a na dyrektora tańca i choreografa została wybrana Maud Le Pladec.
Gośćmi muzycznymi podczas ceremonii byli m.in. Lady Gaga, Gojira i Marina Viotti, Jakub Józef Orliński, Juliette Armanet, Aya Nakamura i Céline Dion.
Ceremonia otwarcia spotkała się z mieszanymi, niekiedy skrajnymi ocenami. Część komentatorów, uczestników i widzów doceniła innowacyjność, bogactwo i różnorodność pokazów artystycznych oraz nawiązanie do historii i kultury Francji. Jednak wielu krytyków nie kryło rozczarowania zarzucając jej niezrozumiałe przesłanie, brak spójności, chaotyczność występów, niedopracowaną choreografię, niewystarczające odniesienia do sportu oraz niedostateczne lub zbyt krótkie zaprezentowanie reprezentacji sportowych. Ceremonia wywołała także kontrowersje ze względu na odtworzenie obrazu Leonarda da Vinci Ostatnia wieczerza przez drag queens.

### Dyscypliny sportowe
Uczestnicy Letnich Igrzysk Olimpijskich 2024 zmagali się w 35 dyscyplinach. W 2017 Międzynarodowy Komitet Olimpijski ogłosił, że rugby 7 i golf, które pojawiły się w programie igrzysk 2016 i 2020, zostaną również uwzględnione w programie aktualnych igrzysk. W 2014 MKOl przyznał gospodarzom większą swobodę wyboru dyscyplin, wobec czego organizatorzy mogli zrezygnować z rozgrywania wspinaczki, karate, skateboardingu, surfingu i baseballu, które zostały rozegrane w Rio de Janeiro w 2016 oraz w Tokio w 2021 roku. Paryski komitet organizacyjny zdecydował o pozostawieniu wspinaczki, skateboardingu i surfingu, jednocześnie proponując dołączenie do programu breakdance'u, na co 8 grudnia 2020 MKOl wyraził zgodę.
Międzynarodowy Komitet Olimpijski wprowadził także modyfikacje, w porównaniu do poprzednich igrzysk, które obejmowały m.in. równouprawnienie płci, zmniejszenie liczby zawodników do 10500 (z 11092 na poprzednich igrzyskach) oraz liczby konkurencji z 339 do 329. Zmieniono następujące konkurencje:
- w lekkoatletyce: chód sportowy na 50 km mężczyzn zastąpiono sztafetą mieszaną;
- w boksie: zastąpienie jednej kategorii wagowej mężczyzn przez kategorię kobiecą;
- w kajakarstwie: zastąpienie konkurencji K-1 200 m w kajakarstwie klasycznym przez Cross KX-1 w kajakarstwie górskim;
- w żeglarstwie: usunięcie konkurencji 470 (kobiety i mężczyźni) i Finn (mężczyźni), dodanie konkurencji 470 mieszanej, IQFoil oraz Formula Kite;
- w strzelectwie: usunięto konkurencję Trap mieszany, którą zastąpiono Skeet mieszanym.

## Obiekty olimpijskie
Większość wydarzeń olimpijskich odbyło się w Paryżu i jego regionie metropolitalnym, w tym w sąsiednich miastach Saint-Denis, Le Bourget, Nanterre, Wersalu i Vaires-sur-Marne.
Faza grupowa koszykówki i finały piłki ręcznej odbyły się w Lille, 225 km od miasta gospodarza; regaty żeglarskie i niektóre mecze piłki nożnej odbyły się w śródziemnomorskim mieście Marsylia, oddalonym o 660 km od miasta-gospodarza. Zawody surfingowe zostały rozegrane w oddalonym od Paryża o ok. 15000 km Teahupoʻo na Tahiti, na terytorium Polinezji Francuskiej. Turniej piłki nożnej był rozgrywany w pięciu innych miastach: Bordeaux, Lyonie, Nantes, Nicei i Saint-Étienne.

### Lista obiektów

#### Strefa Wielkiego Paryża
| Obiekt                                        | Wydarzenia i rozgrywane dyscypliny                                              | Pojemność             |
| --------------------------------------------- | ------------------------------------------------------------------------------- | --------------------- |
| Stade départemental Yves-du-Manoir            | Hokej na trawie                                                                 | 18 000                |
| Stade de France                               | Rugby 7                                                                         | 77 083                |
| Stade de France                               | Lekkoatletyka                                                                   | 77 083                |
| Stade de France                               | Ceremonia zamknięcia                                                            | 77 083                |
| Paris La Défense Arena                        | Sporty wodne (pływanie, finały piłki wodnej)                                    | 17 000                |
| Arena Porte de la Chapelle                    | Badminton                                                                       | 7 000                 |
| Arena Porte de la Chapelle                    | Gimnastyka (artystyczna)                                                        | 7 000                 |
| Olimpijskie Centrum Wodne                     | Sporty wodne (faza grupowa piłki wodnej, skoki do wody, pływanie synchroniczne) | 5 000                 |
| Centrum wspinaczkowe w Le Bourget             | Wspinaczka sportowa                                                             | 6 000 (3 000 + 3 000) |
| Parc des expositions de Paris-Nord Villepinte | Boks (faza wstępna, ćwierćfinały)                                               | 6 000                 |
| Parc des expositions de Paris-Nord Villepinte | Pięciobój nowoczesny (szermierka)                                               | 6 000                 |

#### Strefa Centrum Paryża
| Obiekt                               | Wydarzenia i rozgrywane dyscypliny               | Pojemność                             |
| ------------------------------------ | ------------------------------------------------ | ------------------------------------- |
| Parc des Princes                     | Piłka nożna (faza grupowa i mecze o złoty medal) | 47 900                                |
| Stade Roland Garros                  | Tenis ziemny                                     | 37 236 (14 929 + 9829 + 5264 + 7 214) |
| Stade Roland Garros                  | Boks (finały)                                    | 14 962                                |
| Paris Expo Porte de Versailles       | Siatkówka                                        | 12 000                                |
| Paris Expo Porte de Versailles       | Tenis stołowy                                    | 6 650                                 |
| Paris Expo Porte de Versailles       | Piłka ręczna (faza grupowa)                      | 7 300/7 800                           |
| Paris Expo Porte de Versailles       | Podnoszenie ciężarów                             | 5 000                                 |
| Bercy Arena                          | Gimnastyka (sportowa i trampolina)               | 12 000                                |
| Bercy Arena                          | Koszykówka (finały)                              | 15 350                                |
| Grand Palais                         | Szermierka                                       | 8 000                                 |
| Grand Palais                         | Taekwondo                                        | 8 000                                 |
| Place de la Concorde                 | Koszykówka (3x3)                                 | 5500                                  |
| Place de la Concorde                 | Breakdancing                                     | 5500                                  |
| Place de la Concorde                 | Kolarstwo (BMX freestyle)                        | 5100                                  |
| Place de la Concorde                 | Skateboarding                                    | 6 900/7 300                           |
| Hôtel de Ville                       | Lekkoatletyka (start maratonu)                   |                                       |
| Most Aleksandra III                  | Sporty wodne (otwarty akwen)                     | 1 000                                 |
| Most Aleksandra III                  | Triathlon                                        | 1 000                                 |
| Most Aleksandra III                  | Kolarstwo (meta jazdy indywidualnej na czas)     | 1 000                                 |
| Trocadéro i Pont d’Iéna              | Lekkoatletyka (chód)                             | 3 349                                 |
| Trocadéro i Pont d’Iéna              | Kolarstwo (szosowe)                              | 3 349                                 |
| Eiffel Tower Stadium (Pole Marsowe)  | Siatkówka plażowa                                | 12 860                                |
| Grand Palais éphémère (Pole Marsowe) | Judo                                             | 9 000                                 |
| Grand Palais éphémère (Pole Marsowe) | Zapasy                                           | 9 000                                 |
| Les Invalides                        | Łucznictwo                                       | 8000                                  |
| Les Invalides                        | Lekkoatletyka (meta maratonu)                    | 8364                                  |
| Les Invalides                        | Kolarstwo (start jazdy indywidualnej na czas)    |                                       |

#### Strefa Wersalu
| Obiekt                                 | Wydarzenia i rozgrywane dyscypliny    | Pojemność               |
| -------------------------------------- | ------------------------------------- | ----------------------- |
| Ogrody Pałacu wersalskiego             | Jeździectwo                           | 40 000 (5 000 + 35 000) |
| Ogrody Pałacu wersalskiego             | Pięciobój nowoczesny (bez szermierki) | 15 000                  |
| Le Golf National                       | Golf                                  | 32 720 (2 720 + 30 000) |
| Colline d’Élancourt                    | Kolarstwo (górskie)                   | 15 000 (2 700 + 12 300) |
| Vélodrome de Saint-Quentin-en-Yvelines | Kolarstwo (torowe)                    | 4 900                   |
| Vélodrome de Saint-Quentin-en-Yvelines | Kolarstwo (BMX wyścig)                | 2 650                   |

#### Odległe miejsca
| Obiekt                                              | Wydarzenia i rozgrywane dyscypliny                                                         | Pojemność               |
| --------------------------------------------------- | ------------------------------------------------------------------------------------------ | ----------------------- |
| Stade Pierre-Mauroy, Lille                          | Koszykówka (faza grupowa)                                                                  | 27 000                  |
| Stade Pierre-Mauroy, Lille                          | Piłka ręczna (finały)                                                                      | 27 000                  |
| Vaires-sur-Marne Nautical Stadium, Vaires-sur-Marne | Wioślarstwo                                                                                | 24 000                  |
| Vaires-sur-Marne Nautical Stadium, Vaires-sur-Marne | Kajakarstwo (sprint)                                                                       | 24 000                  |
| Vaires-sur-Marne Nautical Stadium, Vaires-sur-Marne | Kajakarstwo (slalom)                                                                       | 12 000                  |
| Stade Vélodrome, Marsylia                           | Piłka nożna (6 meczów fazy grupowej, ćwierćfinały, półfinały)                              | 67 394                  |
| Parc Olympique Lyonnais, Lyon                       | Piłka nożna (6 meczów fazy grupowej, ćwierćfinały, półfinały, mecz o brązowy medal kobiet) | 59 186                  |
| Matmut Atlantique, Bordeaux                         | Piłka nożna (6 meczów fazy grupowej, ćwierćfinały)                                         | 42 115                  |
| Stade Geoffroy-Guichard, Saint-Étienne              | Piłka nożna (6 meczów fazy grupowej)                                                       | 41 965                  |
| Allianz Riviera, Nicea                              | Piłka nożna (6 meczów fazy grupowej)                                                       | 35 624                  |
| Stade de la Beaujoire, Nantes                       | Piłka nożna (6 meczów fazy grupowej, ćwierćfinały, mecz o brązowy medal mężczyzn)          | 37 473                  |
| Wybrzeże Marsylii                                   | Żeglarstwo                                                                                 | 12 262 (2 262 + 10 000) |
| Teahupoʻo, Tahiti                                   | Surfing                                                                                    | 1 000                   |
| Centre national de tir sportif, Châteauroux         | Strzelectwo                                                                                | 3 000                   |

#### Obiekty niekonkurencyjne
| Obiekt                                              | Wydarzenia         | Pojemność |
| --------------------------------------------------- | ------------------ | --------- |
| Brzeg Sekwany (od Pont d’Austerlitz do Pont d’Iéna) | Ceremonia otwarcia | 300 000   |
| L’Île-Saint-Denis                                   | Wioska olimpijska  | –         |
| Parc de l'Aire des Vents, Dugny                     | Wioska mediów      | –         |
| Le Bourget Exhibition Centre i Media Village        | IBC                | –         |
| Pałac Kongresowy                                    | MPC                | –         |

## Uczestnicy
Poniżej znajduje się lista Narodowych Komitetów Olimpijskich, które zakwalifikowały co najmniej jednego sportowca do Letnich Igrzysk Olimpijskich 2024. Po rosyjskiej inwazji na Ukrainę MKOl zakazał Rosji i Białorusi udziału w igrzyskach za naruszenie rozejmu olimpijskiego. Zamiast tego rosyjscy i białoruscy sportowcy mogą rywalizować jako „indywidualni sportowcy neutralni” (AIN), o ile „aktywnie” nie wspierali wojny i dlatego nie powinni nosić flagi krajów, które będą reprezentować. Poszczególni neutralni sportowcy muszą zostać zatwierdzeni przez międzynarodową federację każdego sportu, ale federacja międzynarodowa ma prawo nie zatwierdzać żadnego sportowca uprawiającego dany sport. Jako sportowcy indywidualni, AIN nie będzie uważana za delegację podczas ceremonii otwarcia ani na oficjalnych tabelach medalowych. W związku z tym na Letnich Igrzyskach Olimpijskich w 2024 roku reprezentowanych jest łącznie 206 narodowych drużyn olimpijskich, w tym 54 z Afryki, 48 z Europy, 44 z Azji, 41 z obu Ameryk, 17 z Oceanii, indywidualni sportowcy neutralni i olimpijska reprezentacja uchodźców.
| Uczestniczące Narodowe Komitety Olimpijskie |
| --- |
| - Afganistan (6) - Albania (8) - Algieria (45) - Andora (2) - Angola (24) - Antigua i Barbuda (5) - Arabia Saudyjska (9) - Argentyna (136) - Armenia (15) - Aruba (6) - Australia (460) - Austria (78) - Azerbejdżan (48) - Bahamy (18) - Bahrajn (13) - Bangladesz (5) - Barbados (4) - Belgia (165) - Belize (1) - Benin (5) - Bermudy (8) - Bhutan (3) - Boliwia (4) - Bośnia i Hercegowina (5) - Botswana (11) - Brazylia (274) - Brunei (3) - Brytyjskie Wyspy Dziewicze (4) - Bułgaria (47) - Burkina Faso (8) - Burundi (7) - Chile (48) - Chińska Republika Ludowa (388) - Chińskie Tajpej (60) - Chorwacja (73) - Cypr (16) - Czad (3) - Czarnogóra (19) - Czechy (111) - Dania (124) - Demokratyczna Republika Konga (6) - Dominika (4) - Dominikana (58) - Dżibuti (7) - Egipt (148) - Ekwador (40) - Erytrea (12) - Estonia (24) - Eswatini (3) - Etiopia (34) - Fidżi (33) - Filipiny (22) - Finlandia (56) - Francja (573) (gospodarz) - Gabon (5) - Gambia (7) - Ghana (8) - Grecja (100) - Grenada (6) - Gruzja (28) - Guam (8) - Gujana (5) - Gwatemala (16) - Gwinea (24) - Gwinea Bissau (6) - Gwinea Równikowa (3) - Haiti (7) - Hiszpania (383) - Holandia (258) - Honduras (4) - Hongkong (36) - Indie (110) - Indonezja (29) - Indywidualni sportowcy neutralni (32) - Irak (22) - Iran (40) - Irlandia (134) - Islandia (5) - Izrael (88) - Jamajka (58) - Japonia (403) - Jemen (4) - Jordania (12) - Kajmany (4) - Kambodża (3) - Kamerun (6) - Kanada (315) - Katar (14) - Kazachstan (79) - Kenia (72) - Kirgistan (16) - Kiribati (3) - Kolumbia (89) - Komory (4) - Kongo (4) - Kosowo (9) - Kostaryka (6) - Korea Południowa (141) - Korea Północna (16) - Kuba (61) - Kuwejt (9) - Laos (4) - Lesotho (3) - Liban (10) - Liberia (8) - Libia (6) - Liechtenstein (1) - Litwa (50) - Luksemburg (14) - Łotwa (29) - Madagaskar (7) - Malawi (3) - Malediwy (5) - Malezja (26) - Mali (23) - Malta (5) - Maroko (59) - Mauretania (2) - Mauritius (13) - Meksyk (107) - Mikronezja (3) - Mjanma (2) - Mołdawia (26) - Monako (6) - Mongolia (32) - Mozambik (7) - Namibia (4) - Nauru (1) - Nepal (7) - Niemcy (428) - Niger (7) - Nigeria (88) - Nikaragua (7) - Norwegia (107) - Nowa Zelandia (195) - Macedonia Północna (7) - Olimpijska reprezentacja uchodźców (37) - Oman (4) - Pakistan (7) - Palau (3) - Palestyna (8) - Panama (8) - Papua-Nowa Gwinea (7) - Paragwaj (28) - Peru (26) - Polska (210) - Południowa Afryka (149) - Portoryko (51) - Portugalia (73) - Republika Środkowoafrykańska (4) - Republika Zielonego Przylądka (7) - Rumunia (106) - Rwanda (8) - Saint Kitts i Nevis (3) - Saint Lucia (4) - Saint Vincent i Grenadyny (4) - Salwador (8) - Samoa (24) - Samoa Amerykańskie (2) - San Marino (5) - Senegal (11) - Serbia (112) - Seszele (3) - Sierra Leone (5) - Singapur (23) - Słowacja (28) - Słowenia (90) - Somalia (1) - Sri Lanka (6) - Stany Zjednoczone (592) - Sudan (3) - Sudan Południowy (14) - Surinam (5) - Syria (6) - Szwajcaria (127) - Szwecja (117) - Tadżykistan (14) - Tajlandia (51) - Tanzania (7) - Timor Wschodni (4) - Togo (5) - Tonga (4) - Trynidad i Tobago (18) - Tunezja (27) - Turcja (102) - Turkmenistan (6) - Tuvalu (2) - Uganda (24) - Ukraina (140) - Urugwaj (25) - Uzbekistan (86) - Vanuatu (6) - Wenezuela (33) - Węgry (170) - Wielka Brytania (327) - Wietnam (16) - Włochy (371) - Wybrzeże Kości Słoniowej (11) - Wyspy Cooka (2) - Wyspy Dziewicze Stanów Zjednoczonych (5) - Wyspy Marshalla (4) - Wyspy Salomona (2) - Wyspy Świętego Tomasza i Książęca (3) - Zambia (27) - Zimbabwe (7) - Zjednoczone Emiraty Arabskie (13) |

## Kalendarz
Sporządzony na podstawie:
| CO | Ceremonia otwarcia | ● | Rozgrywane zawody | 1 | Finały | CZ | Ceremonia zamknięcia |

| Lipiec/Sierpień 2024   | Lipiec/Sierpień 2024   | Lipiec | Lipiec | Lipiec | Lipiec | Lipiec | Lipiec | Lipiec | Lipiec | Sierpień | Sierpień | Sierpień | Sierpień | Sierpień | Sierpień | Sierpień | Sierpień | Sierpień | Sierpień | Sierpień | Konkurencje |
| Lipiec/Sierpień 2024   | Lipiec/Sierpień 2024   | 24 Śr. | 25 Cz. | 26 Pt. | 27 Sb. | 28 Nd. | 29 Pn. | 30 Wt. | 31 Śr. | 1 Cz.    | 2 Pt.    | 3 Sb.    | 4 Nd.    | 5 Pn.    | 6 Wt.    | 7 Śr.    | 8 Cz.    | 9 Pt.    | 10 Sb.   | 11 Nd.   | Konkurencje |
| ---------------------- | ---------------------- | ------ | ------ | ------ | ------ | ------ | ------ | ------ | ------ | -------- | -------- | -------- | -------- | -------- | -------- | -------- | -------- | -------- | -------- | -------- | ----------- |
| Ceremonie              | Ceremonie              |        |        | CO     |        |        |        |        |        |          |          |          |          |          |          |          |          |          |          | CZ       | –           |
| Badminton              | Badminton              |        |        |        | ●      | ●      | ●      | ●      | ●      | ●        | 1        | 1        | 1        | 2        |          |          |          |          |          |          | 5           |
| Breaking               | Breaking               |        |        |        |        |        |        |        |        |          |          |          |          |          |          |          |          | 1        | 1        |          | 2           |
| Boks                   | Boks                   |        |        |        | ●      | ●      | ●      | ●      | ●      | ●        | ●        | ●        | ●        |          | 1        | 2        | 2        | 4        | 4        |          | 13          |
| Gimnastyka             | artystyczna            |        |        |        |        |        |        |        |        |          |          |          |          |          |          |          | ●        | 1        | 1        |          | 2           |
| Gimnastyka             | sportowa               |        |        |        | ●      | ●      | 1      | 1      | 1      | 1        |          | 4        | 3        | 3        |          |          |          |          |          |          | 14          |
| Gimnastyka             | trampolina             |        |        |        |        |        |        |        |        |          | 2        |          |          |          |          |          |          |          |          |          | 2           |
| Golf                   | Golf                   |        |        |        |        |        |        |        |        | ●        | ●        | ●        | 1        |          |          | ●        | ●        | ●        | 1        |          | 2           |
| Hokej na trawie        | Hokej na trawie        |        |        |        | ●      | ●      | ●      | ●      | ●      | ●        | ●        | ●        | ●        | ●        | ●        | ●        | 1        | 1        |          |          | 2           |
| Jeździectwo            | Jeździectwo            |        |        |        | ●      | ●      | 2      | ●      | ●      | 1        | ●        | 1        | 1        | ●        | 1        |          |          |          |          |          | 6           |
| Judo                   | Judo                   |        |        |        | 2      | 2      | 2      | 2      | 2      | 2        | 2        | 1        |          |          |          |          |          |          |          |          | 15          |
| Kajakarstwo            | górskie                |        |        |        | ●      | 1      | 1      | ●      | 1      | 1        |          | ●        | ●        | 2        |          |          |          |          |          |          | 6           |
| Kajakarstwo            | regatowe               |        |        |        |        |        |        |        |        |          |          |          |          |          | ●        | ●        | 4        | 3        | 3        |          | 10          |
| Kolarstwo              | BMX                    |        |        |        |        |        |        | ●      | 2      | ●        | 2        |          |          |          |          |          |          |          |          |          | 4           |
| Kolarstwo              | górskie                |        |        |        |        | 1      | 1      |        |        |          |          |          |          |          |          |          |          |          |          |          | 2           |
| Kolarstwo              | szosowe                |        |        |        | 2      |        |        |        |        |          |          | 1        | 1        |          |          |          |          |          |          |          | 4           |
| Kolarstwo              | torowe                 |        |        |        |        |        |        |        |        |          |          |          |          | 1        | 1        | 2        | 2        | 2        | 1        | 3        | 12          |
| Koszykówka             | klasyczna              |        |        |        | ●      | ●      | ●      | ●      | ●      | ●        | ●        | ●        | ●        |          | ●        | ●        | ●        | ●        | 1        | 1        | 2           |
| Koszykówka             | 3x3                    |        |        |        |        |        |        | ●      | ●      | ●        | ●        | ●        | ●        | 2        |          |          |          |          |          |          | 2           |
| Lekkoatletyka          | Lekkoatletyka          |        |        |        |        |        |        |        |        | 2        | 1        | 5        | 3        | 3        | 5        | 5        | 6        | 8        | 9        | 1        | 48          |
| Łucznictwo             | Łucznictwo             |        | ●      |        |        | 1      | 1      | ●      | ●      | ●        | 1        | 1        | 1        |          |          |          |          |          |          |          | 5           |
| Pięciobój nowoczesny   | Pięciobój nowoczesny   |        |        |        |        |        |        |        |        |          |          |          |          |          |          |          | ●        | ●        | 1        | 1        | 2           |
| Piłka nożna            | Piłka nożna            | ●      | ●      |        | ●      | ●      |        | ●      | ●      |          | ●        | ●        |          | ●        | ●        |          | ●        | 1        | 1        |          | 2           |
| Piłka ręczna           | Piłka ręczna           |        | ●      |        | ●      | ●      | ●      | ●      | ●      | ●        | ●        | ●        | ●        |          | ●        | ●        | ●        | ●        | 1        | 1        | 2           |
| Piłka wodna            | Piłka wodna            |        |        |        | ●      | ●      | ●      | ●      | ●      | ●        | ●        | ●        | ●        | ●        | ●        | ●        | ●        | ●        | 1        | 1        | 2           |
| Pływanie               | Pływanie               |        |        |        | 4      | 3      | 5      | 3      | 5      | 4        | 3        | 4        | 4        |          |          |          | 1        | 1        |          |          | 37          |
| Pływanie synchroniczne | Pływanie synchroniczne |        |        |        |        |        |        |        |        |          |          |          |          | ●        | ●        | 1        |          | ●        | 1        |          | 2           |
| Podnoszenie ciężarów   | Podnoszenie ciężarów   |        |        |        |        |        |        |        |        |          |          |          |          |          |          | 2        | 2        | 2        | 3        | 1        | 10          |
| Rugby 7                | Rugby 7                | ●      | ●      |        | 1      | ●      | ●      | 1      |        |          |          |          |          |          |          |          |          |          |          |          | 2           |
| Siatkówka              | halowa                 |        |        |        | ●      | ●      | ●      | ●      | ●      | ●        | ●        | ●        | ●        | ●        | ●        | ●        | ●        | ●        | 1        | 1        | 2           |
| Siatkówka              | plażowa                |        |        |        | ●      | ●      | ●      | ●      | ●      | ●        | ●        | ●        | ●        | ●        | ●        | ●        | ●        | 1        | 1        |          | 2           |
| Skateboarding          | Skateboarding          |        |        |        | 1      | 1      |        |        |        |          |          |          |          |          | 1        | 1        |          |          |          |          | 4           |
| Skoki do wody          | Skoki do wody          |        |        |        | 1      |        | 1      |        | 1      |          | 1        |          |          | ●        | 1        | ●        | 1        | 1        | 1        |          | 8           |
| Strzelectwo            | Strzelectwo            |        |        |        | 1      | 2      | 2      | 2      | 1      | 1        | 1        | 2        | 1        | 2        |          |          |          |          |          |          | 15          |
| Surfing                | Surfing                |        |        |        | ●      | ●      | ●      | 2      |        |          |          |          |          |          |          |          |          |          |          |          | 2           |
| Szermierka             | Szermierka             |        |        |        | 2      | 2      | 2      | 1      | 1      | 1        | 1        | 1        | 1        |          |          |          |          |          |          |          | 12          |
| Taekwondo              | Taekwondo              |        |        |        |        |        |        |        |        |          |          |          |          |          |          | 2        | 2        | 2        | 2        |          | 8           |
| Tenis stołowy          | Tenis stołowy          |        |        |        | ●      | ●      | ●      | 1      | ●      | ●        | ●        | 1        | 1        | ●        | ●        | ●        | ●        | 1        | 1        |          | 5           |
| Tenis ziemny           | Tenis ziemny           |        |        |        | ●      | ●      | ●      | ●      | ●      | ●        | 1        | 2        | 2        |          |          |          |          |          |          |          | 5           |
| Triathlon              | Triathlon              |        |        |        |        |        |        | 1      | 1      |          |          |          |          | 1        |          |          |          |          |          |          | 3           |
| Wioślarstwo            | Wioślarstwo            |        |        |        | ●      | ●      | ●      | ●      | 2      | 4        | 4        | 4        |          |          |          |          |          |          |          |          | 14          |
| Wspinaczka sportowa    | Wspinaczka sportowa    |        |        |        |        |        |        |        |        |          |          |          |          | ●        | ●        | 1        | 1        | 1        | 1        |          | 4           |
| Zapasy                 | Zapasy                 |        |        |        |        |        |        |        |        |          |          |          |          | ●        | 3        | 3        | 3        | 3        | 3        | 3        | 18          |
| Żeglarstwo             | Żeglarstwo             |        |        |        |        | ●      | ●      | ●      | ●      | 2        | 2        | ●        | ●        | ●        | 2        | 2        | 2        |          |          |          | 10          |
| Suma finałów w dniu    | Suma finałów w dniu    | -      | -      | -      | 14     | 13     | 18     | 14     | 17     | 19       | 22       | 28       | 20       | 16       | 15       | 21       | 27       | 33       | 39       | 13       | 329         |
| Łączna suma finałów    | Łączna suma finałów    | –      | –      | –      | 14     | 27     | 45     | 59     | 76     | 95       | 117      | 145      | 165      | 181      | 196      | 217      | 244      | 277      | 316      | 329      | 329         |
| Lipiec/Sierpień 2024   | Lipiec/Sierpień 2024   | 24 Śr. | 25 Cz. | 26 Pt. | 27 Sb. | 28 Nd. | 29 Pn. | 30 Wt. | 31 Śr. | 1 Cz.    | 2 Pt.    | 3 Sb.    | 4 Nd.    | 5 Pn.    | 6 Wt.    | 7 Śr.    | 8 Cz.    | 9 Pt.    | 10 Sb.   | 11 Nd.   | Konkurencje |
| Lipiec/Sierpień 2024   | Lipiec/Sierpień 2024   | Lipiec | Lipiec | Lipiec | Lipiec | Lipiec | Lipiec | Lipiec | Lipiec | Sierpień | Sierpień | Sierpień | Sierpień | Sierpień | Sierpień | Sierpień | Sierpień | Sierpień | Sierpień | Sierpień | Konkurencje |

## Klasyfikacja medalowa
*   Gospodarz (Francja)
| Miejsce | NOC                      | Złoto | Srebro | Brąz | Razem |
| ------- | ------------------------ | ----- | ------ | ---- | ----- |
| 1       | Stany Zjednoczone        | 40    | 44     | 42   | 126   |
| 2       | Chińska Republika Ludowa | 40    | 27     | 24   | 91    |
| 3       | Japonia                  | 20    | 12     | 13   | 45    |
| 4       | Australia                | 18    | 19     | 16   | 53    |
| 5       | Francja*                 | 16    | 26     | 22   | 64    |
| 6       | Holandia                 | 15    | 7      | 12   | 34    |
| 7       | Wielka Brytania          | 14    | 22     | 29   | 65    |
| 8       | Korea Południowa         | 13    | 9      | 10   | 32    |
| 9       | Włochy                   | 12    | 13     | 15   | 40    |
| 10      | Niemcy                   | 12    | 13     | 8    | 33    |
| 11–91   | Pozostałe                | 129   | 138    | 194  | 461   |
| Razem   | Razem                    | 329   | 330    | 385  | 1044  |

Źródło: 

## Rekordy olimpijskie i świata
| Data        | Dyscyplina           | Konkurencja                                         | Runda                | Rekordzista                                              | Reprezentacja     | Rezultat         | Rekord | Status      |
| ----------- | -------------------- | --------------------------------------------------- | -------------------- | -------------------------------------------------------- | ----------------- | ---------------- | ------ | ----------- |
| 25 lipca    | Łucznictwo           | kobiety indywidualnie                               | Runda rankingowa     | Lim Si-hyeon                                             | Korea Południowa  | 694              | WR     | aktualny    |
| 25 lipca    | Łucznictwo           | kobiety drużynowo                                   | Runda rankingowa     | Jeon Hun-young Lim Si-hyeon Nam Su-hyeon                 | Korea Południowa  | 2046             | OR     | aktualny    |
| 25 lipca    | Łucznictwo           | mikst                                               | Runda rankingowa     | Kim Woo-jin Lim Si-hyeon                                 | Korea Południowa  | 1380             | OR     | aktualny    |
| 27 lipca    | Pływanie             | 100 m stylem motylkowym kobiet                      | Półfinał             | Gretchen Walsh                                           | Stany Zjednoczone | 55,38            | OR     | aktualny    |
| 27 lipca    | Pływanie             | 4 × 100 m stylem dowolnym kobiet                    | Finał                | Australia                                                | Australia         | 3:28,92          | OR     | aktualny    |
| 27 lipca    | Pływanie             | sztafeta 4 × 100 m stylem dowolnym mężczyzn         | Finał                | Pan Zhanle                                               | Chiny             | 46,92            | OR     | aktualny    |
| 28 lipca    | Strzelectwo          | karabin pneumatyczny 10 m kobiet                    | Runda kwalifikacyjna | Ban Hyo-jin                                              | Korea Południowa  | 634,5            | OR     | aktualny    |
| 28 lipca    | Strzelectwo          | pistolet pneumatyczny 10 m kobiet                   | Finał                | Oh Ye-jin                                                | Korea Południowa  | 243,2            | OR     | aktualny    |
| 31 lipca    | Pływanie             | 100 m st. dowolnym mężczyzn                         | Finał                | Pan Zhanle                                               | Chiny             | 46,40            | WR     | aktualny    |
| 2 sierpnia  | Lekkoatletyka        | Sztafeta mieszana 4 × 400 m                         | 1 runda              | Vernon Norwood Shamier Little Bryce Deadmon Kaylyn Brown | Stany Zjednoczone | 3:07,41          | WR     | aktualny    |
| 2 sierpnia  | Lekkoatletyka        | 10 000 m mężczyzn                                   | Finał                | Joshua Cheptegei                                         | Uganda            | 26:43,14         | OR     | aktualny    |
| 3 sierpnia  | Pływanie             | 4 × 100 m st. zmiennym (mieszana)                   | Finał                | Ryan Murphy Nic Fink Gretchen Walsh Torri Huske          | Stany Zjednoczone | 3:37,43          | WR     | aktualny    |
| 3 sierpnia  | Pływanie             | 100 m st. dowolnym mężczyzn                         | Finał                | Pan Zhanle                                               | Chiny             | 46,40            | WR     | aktualny    |
| 4 sierpnia  | Pływanie             | 1500 m st. dowolnym mężczyzn                        | Finał                | Bobby Finke                                              | Stany Zjednoczone | 14:30,67         | WR     | aktualny    |
| 4 sierpnia  | Pływanie             | 4 × 100 m st. zmiennym kobiet                       | Finał                | Regan Smith Lilly King Gretchen Walsh Torri Huske        | Stany Zjednoczone | 3:49,63          | WR     | aktualny    |
| 5 sierpnia  | Wspinaczka sportowa  | Wspinaczka na czas kobiet                           | Kwalifikacje         | Aleksandra Mirosław                                      | Polska            | 6,06             | WR     | aktualny    |
| 5 sierpnia  | Lekkoatletyka        | skok o tyczce mężczyzn                              | Finał                | Armand Duplantis                                         | Szwecja           | 6,25             | WR     | nieaktualny |
| 5 sierpnia  | Kolarstwo            | sprint drużynowy kobiet                             | Finał                | Katy Marchant Sophie Capewell Emma Finucane              | Wielka Brytania   | 45,186           | WR     | aktualny    |
| 6 sierpnia  | Kolarstwo            | sprint drużynowy mężczyzn                           | Finał                | Harrie Lavreysen Roy van den Berg Jeffrey Hoogland       | Holandia          | 40,949           | WR     | aktualny    |
| 6 sierpnia  | Kolarstwo            | wyścig drużynowy mężczyzn                           | 1 runda              | Kelland O’Brien Sam Welsford Conor Leahy Oliver Bleddyn  | Australia         | 3:40,730         | WR     | aktualny    |
| 7 sierpnia  | Kolarstwo            | sprint mężczyzn                                     | Kwalifikacje         | Harrie Lavreysen                                         | Holandia          | 9,088            | WR     | aktualny    |
| 8 sierpnia  | Wspinaczka sportowa  | Wspinaczka na czas mężczyzn                         | Bieg o 3. miejsce    | Sam Watson                                               | Stany Zjednoczone | 4,74             | WR     | aktualny    |
| 8 sierpnia  | Lekkoatletyka        | 400 m przez płotki kobiet                           | Finał                | Sydney McLaughlin-Levrone                                | Stany Zjednoczone | 50.37            | WR     | aktualny    |
| 9 sierpnia  | Kolarstwo            | sprint kobiet                                       | Kwalifikacje         | Lea Friedrich                                            | Niemcy            | 10,029           | WR     | aktualny    |
| 9 sierpnia  | Podnoszenie ciężarów | -89 kg mężczyzn                                     | Finał                | Karlos Nasar                                             | Bułgaria          | 224 kg (podrzut) | WR     | aktualny    |
| 9 sierpnia  | Podnoszenie ciężarów | -89 kg mężczyzn                                     | Finał                | Karlos Nasar                                             | Bułgaria          | 404 kg (dwubój)  | WR     | aktualny    |
| 10 sierpnia | Pięcobój nowoczesny  | pięciobój nowoczesny mężczyzn – bieg ze strzelaniem | Finał                | Emiliano Hernández                                       | Meksyk            | 9:40,80          | WR     | aktualny    |
| 10 sierpnia | Pięcobój nowoczesny  | pięciobój nowoczesny mężczyzn                       | Finał                | Ahmed El-Gendy                                           | Egipt             | 1555 pkt         | WR     | aktualny    |
| 11 sierpnia | Pięcobój nowoczesny  | pięciobój nowoczesny kobiet                         | Finał                | Michelle Gulyas                                          | Węgry             | 1461 pkt         | WR     | aktualny    |